# Campionati Internazionali di Sicilia 1983
I Campionati Internazionali di Sicilia 1983 sono stati un torneo di tennis giocato sulla terra rossa. È stata la 4ª edizione dei Campionati Internazionali di Sicilia, che fanno parte del Volvo Grand Prix 1983. Si sono giocati a Palermo in Italia, dal 12 al 18 settembre 1983.

## Campioni

### Singolare
Jimmy Arias ha battuto in finale  José Luis Clerc con il punteggio di 6–2, 2–6, 6–0

### Doppio
Pablo Arraya /  José Luis Clerc hanno battuto in finale  Tian Viljoen /  Danie Visser con il punteggio di 1–6, 6–4, 6–4